# Lista zabytków w Sannat (Malta)
To jest lista zabytków w miejscowości Sannat na Gozo, Malta, które są umieszczone na liście National Inventory of the Cultural Property of the Maltese Islands.

## Lista
| Nazwa zabytku                         | Lokalizacja                                      | Współrzędne                                   | Nr na liście NICPMI | Zdjęcie |
| ------------------------------------- | ------------------------------------------------ | --------------------------------------------- | ------------------- | ------- |
| Kościół parafialny pw. św. Małgorzaty | Pjazza Santa Margerita                           | 36°01′36,3″N 14°14′34,3″E/36,026760 14,242861 | 01083               |         |
| Nisza Wniebowzięcia                   | Triq Ta’ Sannat                                  | 36°01′41,3″N 14°14′31,7″E/36,028149 14,242143 | 01084               |         |
| Nisza św. Franciszka                  | 27 Triq ix-Xabbata                               | 36°01′27,8″N 14°14′35,4″E/36,024399 14,243156 | 01085               |         |
| Nisza Madonny z Dzieciątkiem          | 31 Triq ix-Xabbata                               | 36°01′27,9″N 14°14′34,8″E/36,024416 14,242996 | 01086               |         |
| Nisza Matki Boskiej Bolesnej          | 136 Triq il-Kbira                                | 36°01′30,4″N 14°14′17,5″E/36,025101 14,238187 | 01087               |         |
| Nisza Matki Bożej z Lourdes           | 48 Triq ta-Saguna                                | 36°01′27,1″N 14°14′32,1″E/36,024190 14,242243 | 01088               |         |
| Nisza Najświętszego Serca Jezusa      | "Dar in-Nannu", 40 Triq ta-Saguna                | 36°01′26,6″N 14°14′33,7″E/36,024046 14,242687 | 01089               |         |
| Nisza Madonny z Dzieciątkiem          | 21 Triq Palazz Palina / Triq ta-Skerla, Ta’ Ċenċ | 36°01′22,1″N 14°14′59,8″E/36,022803 14,249957 | 01090               |         |
| Statua św. Pawła                      | Hotel Ta’ Ċenċ & Spa, Ta’ Ċenċ                   | 36°01′15,7″N 14°15′02,2″E/36,021022 14,250613 | 01091               |         |